# منطقه حفاظت‌شده عبدالرزاق
منطقهٔ حفاظت‌شدهٔ عبدالرزاق یک منطقهٔ حفاظت‌شده با مساحت ۳۸۵۹۵ هکتار است که در استان کردستان در ایران قرار دارد. این منطقهٔ حفاظت‌شده طبق مصوبهٔ شمارهٔ ۷۰۸ در تاریخ ۱۳۸۶/۱۱/۱۲ در فهرست مناطق تحت حفاظت سازمان محیط زیست ایران قرار گرفت.

## گونه‌های شاخص جانوری
منطقه حفاظت شده عبدالرزاق زیستگاه بسیاری از جانوران است. ۸۰ گونه از پرندگان، ۱۷ گونه از پستانداران در این زیستگاه زندگی می‌کنند که از گونه‌های نادر و کمیابی تشکیل شده‌اند.. از جمله این گونه‌های کمیاب و نادر می‌توان به لک لک، عقاب طلایی، مرغ حق، قوچ، قرقی، هما، کبک، شغال و میش مرغ اشاره کرد.

## گونه‌های گیاهی
از دیگر ویژگی‌های منطقه عبدالرزاق وجود تنوع گونه‌های گیاهی است که در حال حاضر بیش از ۳۵۰ گونه گیاهی در منطقه عبدالرزاق شناسایی شده است. این گونه‌ها نظیر مرزه، گون، کما، بادام وحشی، زنبق، میخک و زول هستند که منطقه به دلیل شرایط خوب آب و هوایی و داشتن جنگل‌ها و مراتع سرسبز توانسته زیستگاه بسیاری از گیاهان باشد.

## ویژگی‌های خاص منطقه
از ویژگی‌های خاص منطقه حفاظت شده عبدالرزاق اهمیت تاریخی و فرهنگی این منطقه به دلیل استقرار تپه باستانی زیویه و غار کرفتو است. غار کرفتو متعلق به دوران مزوزئیک و جزء غارهای آهکی و طبیعی است که مورد سکونت انسان بوده و بعداً تغییر حالت داده و به صورت معماری صخره ای در چهار طبقه و در دل کوه حفر شده است.